# 帕納翁島
帕納翁島是菲律賓的島嶼，位於萊特島以南，屬於維薩亞斯群島的一部分，由東米沙鄢負責管轄，長32公里，是水肺潛水和賞鯨的熱門地點。
10°03′N 125°13′E / 10.050°N 125.217°E